# Сара Орн Джеветт
Теодора Сара Орн Джеветт (3 вересня 1849 — 24 червня 1909) — американська письменниця, письменниця оповідань і поетеса, найбільш відома своїми місцевими творами, дія яких відбувається вздовж або поблизу південного узбережжя штату Мен. Джеветт визнано важливою представницею американського літературного регіоналізму.

## Раннє життя
Сара Орн Джеветт народилася в Саут-Бервіку, штат Мен, 3 вересня 1849 року. Її родина протягом багатьох поколінь проживала в Новій Англії.
Батько Джеветт, Теодор Герман Джуветт, був лікарем, який спеціалізувався на «акушерстві та хворобах жінок і дітей», і Теодора часто супроводжувала його під час його обходів, знайомлячись із визначними пам'ятками та звуками її рідної землі та її людьми. Її мати — Керолайн Френсіс (Перрі). Для лікування ревматоїдного артриту, захворювання, яке розвинулося в її ранньому дитинстві, Джеветт відправляли на часті прогулянки, завдяки яким вона також розвинула любов до природи. Пізніше Джеветт часто відвідувала Бостон, де познайомилася з багатьма найвпливовішими літературними діячами свого часу; але вона завжди поверталася до Саут-Бервіка, маленькі морські порти поблизу якого були джерелом натхнення для міст «Діпхейвен» і «Даннет-Лендінг» її оповідань.
Джеветт отримала освіту в школі міс Олів Рейн, а потім в Академії Бервіка, яку закінчив у 1866 році. Вона доповнювала свою освіту читанням у своїй великій сімейній бібліотеці. Джеветт «ніколи не була відверто релігійною», але після того, як вона приєдналася до єпископальної церкви в 1871 році, вона досліджувала менш звичайні релігійні ідеї. Наприклад, її дружба з професором права Гарвардського університету Теофілом Парсонсом стимулювала інтерес до вчень Емануїла Сведенборга, шведського вченого і богослова XVIII століття, який вважав, що Божественне «було присутнє в незліченних з'єднаних формах — концепція, яка лежить в основі віри Джеветт у індивідуальна відповідальність».

## Кар'єра

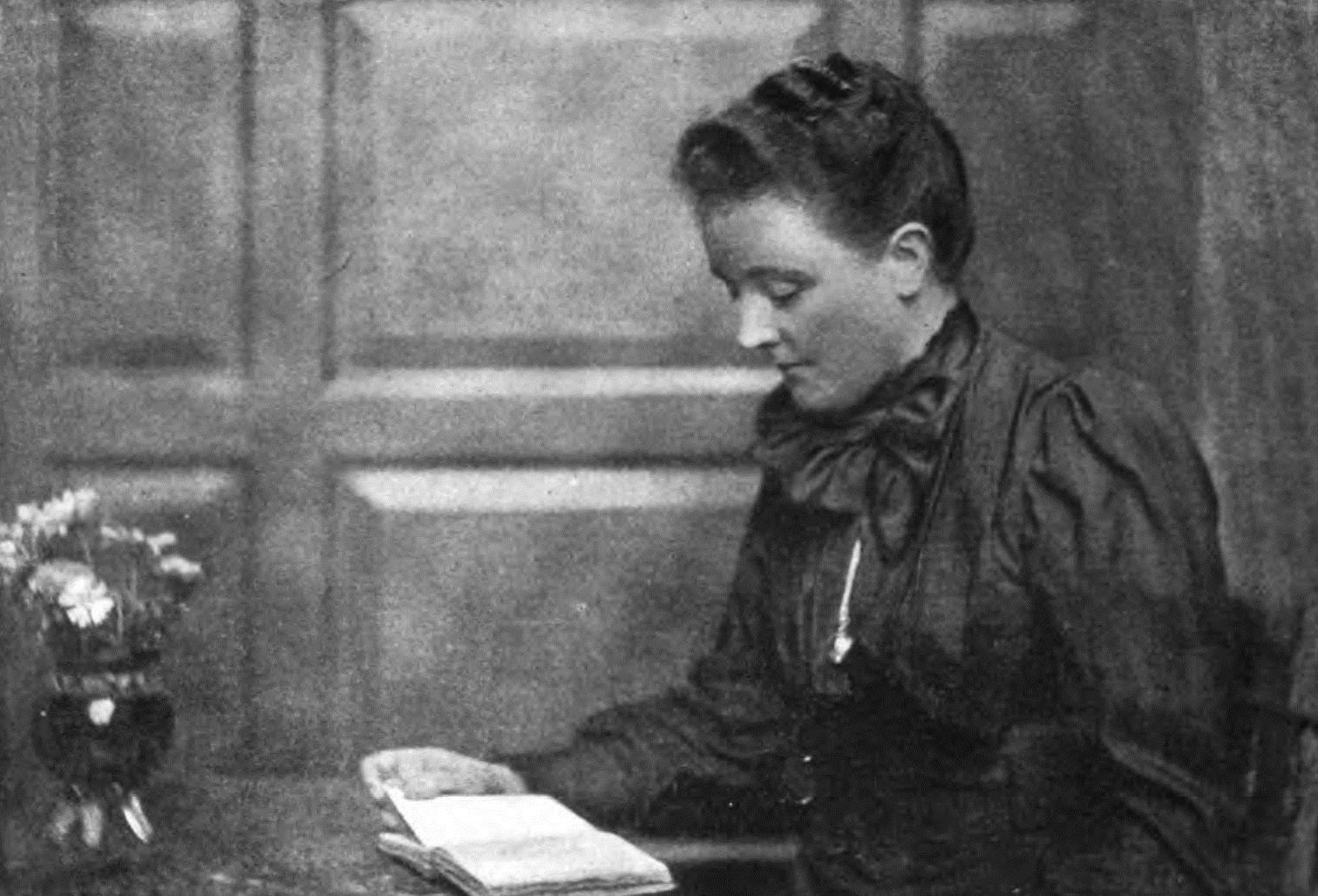
Читає Сара Орн Джеветт.

У 1868 році у віці 19 років Джует опублікувала своє перше важливе оповідання «Коханці Дженні Гарроу» в Atlantic Monthly, і протягом 1870-х і 1880-х років її репутація зростала. Джеветт використовувала псевдонім «Еліс Еліот» або «АС Еліот» для своїх ранніх оповідань. Її літературна важливість виникає через її обережні, хоча й стримані, віньєтки сільського життя, які відображають сучасний інтерес до місцевого колориту, а не до сюжету. Джеветт мала гострий описовий дар, який Вільям Дін Гавеллс назвав «незвичайним почуттям до розмови — я чую ваших людей». Джеветт здобула собі репутацію завдяки роману «Країна загострених ялин» (1896). «Сільський лікар» (1884), роман про її батька та її перші амбіції щодо кар'єри лікаря, і «Біла чапля» (1886), збірка оповідань, які є одними з її найкращих творів. Частина поезії Джуетт була зібрана у «Віршах» (1916), а також вона написала три дитячі книжки. Вілла Кетер описала Джуетт як значний вплив на її розвиток як письменниці, і «відтоді феміністські критики захищали її твори за багатий опис життя та голосу жінок». Кетер присвятила свій роман 1913 року О піонери!, заснований на спогадах про її дитинство в Небрасці, Джеветт. У 1901 році коледж Боудойн надав почесний ступінь доктора літератури Джеветт, першій жінці, якій Боудойн надав почесний ступінь. У некролозі Джуетт у 1909 році Бостон глоуб відзначила силу, яка полягала в «деталях її роботи, у тонких штрихах, у простоті».

## Особисте життя

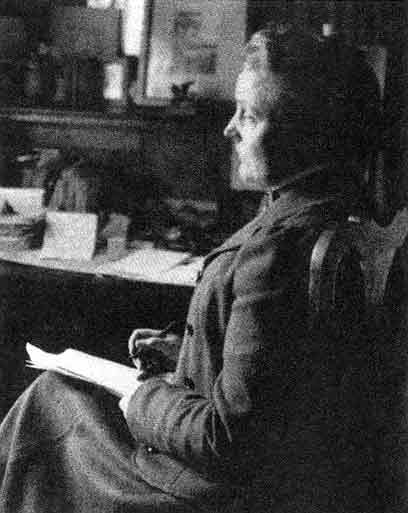
Сара Орн Джеветт.

Твори Джеветт про стосунки між жінками часто відображали її власне життя та дружбу. Листи та щоденники Джуетт показують, що в молодості Джуетт мала близькі стосунки з кількома жінками, зокрема з Грейс Гордон, Кейт Біркхед, Джорджі Галлібертон, Еллою Волворт і Еллен Мейсон. Наприклад, судячи з її щоденника, Джеветт була сильно закохана в Кейт Беркхед. Пізніше Джеветт зав'язала тісну дружбу з письменницею Енні Адамс Філдс (1834—1915) та її чоловіком, видавцем Джеймсом Т. Філдсом, редактором Atlantic Monthly. Після раптової смерті Джеймса Філдса в 1881 році Джеветт і Енні Філдс відкрито жили разом до кінця життя Джуетта в тому, що тоді називали «бостонським шлюбом» у будинках Філдса в Манчестер-бай-зе-Сі, Массачусетс, а в 148 років Чарльз Стріт в Бостоні. Деякі сучасні дослідники вважають, що ці двоє були коханцями. Обидві жінки «знайшли дружбу, гумор і літературну підтримку» в компанії одна одної, подорожуючи Європою разом і приймаючи «американських і європейських літераторів». У Франції Джуетт познайомилася з Терезою Бланк-Бенцон, з якою довго листувалася і яка переклала деякі її оповідання для публікації у Франції. Поезія Джеветт, більша частина якої неопублікована, включає приблизно тридцять віршів про кохання або фрагментів віршів, написаних жінкам, які ілюструють інтенсивність її почуттів до них. Джеветт також писала про романтичну прихильність між жінками у своєму романі Діпхейвен (1877) і в оповіданні Пані Марта (1897).
3 вересня 1902 року Джеветт постраждала в аварії, що призвело до кінця її письменницької кар'єри. У березні 1909 року її паралізував інсульт, і вона померла у своєму будинку в Саут-Бервіку після ще одного інсульту 24 червня 1909 року.

## Будинок Джаветт
Будинок Сари Орн Джеветт, георгіанський дім родини Джеветт, побудований у 1774 році з видом на Центральну площу в Південному Бервіку, є національною історичною пам'яткою та історичним музеєм Нової Англії. Джеветт і її сестра Мері успадкували будинок у 1887 році.

## Вибрані твори
- Діпхейвен, Джеймс Р. Осгуд, 1877
- Дні гри, Houghton, Осгуд, 1878

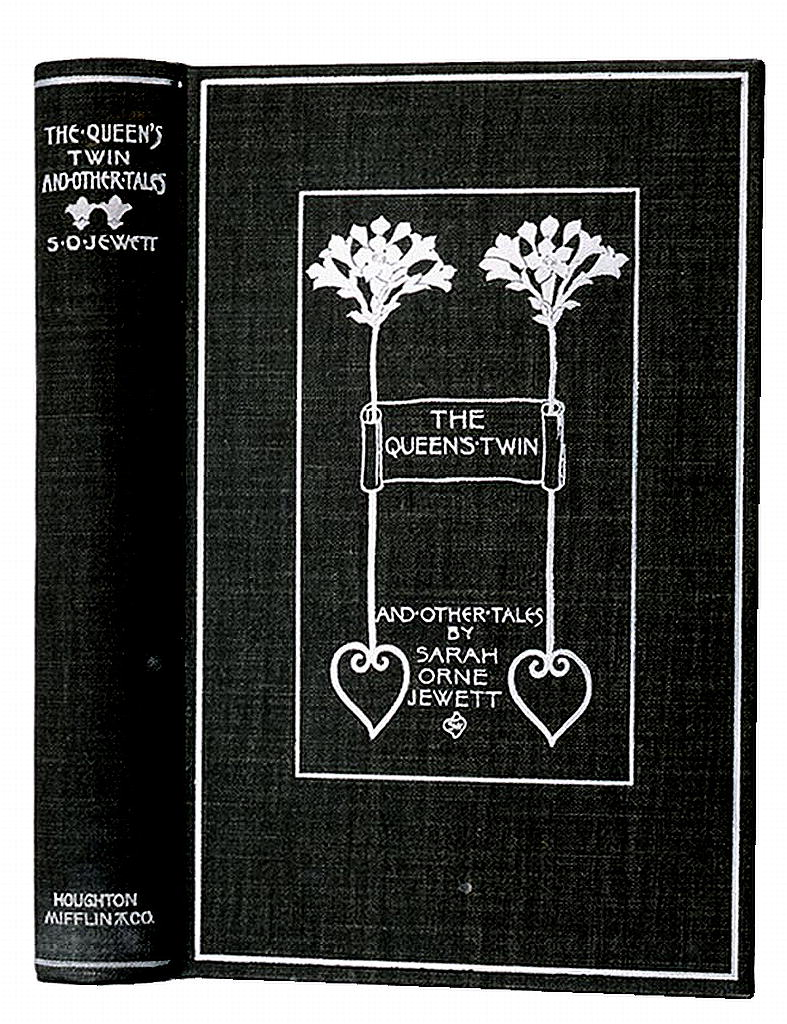
Обкладинка, Джаветт «Близнюк королеви та інші казки», Houghton Mifflin, 1899

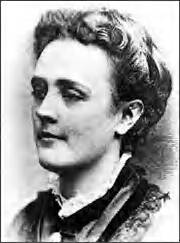
Сара Орн Джеветт

- Старі друзі та нові, Гаутон, Осгуд, 1879
- Заміські шляхи, Гоутон-Міффлін, 1881
- Сільський лікар, Гоутон-Міффлін, 1884
- Подруга денного світла та друзі на березі, Гоутон-Міффлін, 1884
- Болотяний острів, Гоутон-Міффлін, 1885
- Біла чапля та інші оповідання, Гоутон-Міффлін, 1886
- Історія норманів, розказана головним чином у зв'язку з їхнім завоюванням Англії, сини Г. П. Патнама, 1887
- Король острова Фоллі та інші люди, Гоутон-Міффлін, 1888
- Казки Нової Англії, Гоутон-Міффлін, 1890
- Бетті Лестер: Історія для дівчат, Гоутон-Міффлін, 1890
- Чужі та мандрівники, Гоутон-Міффлін, 1890
- Уродженець Вінбі та інших казок, Гоутон-Міффлін, 1893
- Англійське Різдво Бетті Лестер: Новий розділ старої історії, приватне видання для школи Брін Мор, 1894 рік
- Життя Ненсі, Гоутон-Міффлін, 1895
- Країна загострених ялин, Гоутон-Міффлін, 1896
- Близнюк королеви та інші історії, Гоутон-Міффлін, 1899
- Коханець Торі, Гоутон-Міффлін, 1901
- Порожній гаманець: Різдвяна історія, приватне видання, 1905 рік